# 한국국학진흥원
한국국학진흥원(韓國國學進興院,  The Korean Studies Institute)은 전통문화유산의 조사연구를 통해 미래사회를 이끌어 갈 정신적 좌표를 확립하기 위하여 설립된 경상북도청 산하 공직유관단체이자 재단법인으로, 서울대학교 규장각한국학연구원, 한국학중앙연구원과 함께 국내 3대 공립 한국학 연구 및 자료보존수집기관으로 여겨진다.  
'국학자료의 보존 및 연구.보급.확산의 중심기관'이라는 비전 아래 국학자료를 수집하기 시작하여 국학의 세계화, 현대화, 실용화, 정보화, 대중화를 위해 노력하고 있다.
경상북도지사가 이사장을 겸임하고 있으며  경상북도 안동시 도산면 퇴계로 1997에 위치하고 있다.

## 설립근거
법률: 민법 제32조
조례: 재단법인 한국국학진흥원 설립 밑 지원조례 (경상북도 조례 제3071호)

## 연혁
- 1995년 12월 7일 법인설립허가
- 1995년 12월 26일 법인설립등기
- 1996년 3월 7일 설치사무소 개소. 이의근 초대이사장 취임. 조동걸 초대원장 취임
- 1998년 1월 21일 정동호 제2대 원장 취임
- 2000년 7월 30일 유교문화 종합정보DB 구축 착수 및 검색 서비스 개시
- 2001년 8월 1일 심우영 제3대 원장 취임
- 2001년 10월 5일 홍익의 집(본관)개관
- 2001년 12월 7일 국학자료 최초 수탁(능성구씨 백담종택)
- 2002년 9월 27일 제1회 한국학 학술대회 개최('한국 금석문의 세계')
- 2002년 12월 30일 제1회 한국학 국제학술대회 개최('국내외 한국학 자료의 보존실태와 전망')
- 2003년 10월 1일 목판 10만장 수집운동 선포
- 2004년 3월 10일 고전국역자양성과정 개설
- 2004년 4월 30일 국학자료 수집 10만 점 달성
- 2005년 7월 15일 장판각 준공
- 2005년 8월 1일 심우영 제4대 원장 취임
- 2006년 6월 20일 유교문화박물관 개관
- 2006년 6월 24일 국학자료 수집 20만 점 달성
- 2006년 7월 1일 김관용 제2대 이사장 취임
- 2006년 11월 24일 유교목판 수집 5만장 달성
- 2007년 5월 3일 국학문화회관 개관
- 2008년 6월 30일 통합과정(석· 박사)운영 협약
- 2008년 10월 27일 국립안동대학교와 고전국역자양성과정 학연활동
- 2008년 10월 27일 제27회 세종문화상 수상(민족문화 부문)
- 2009년 1월 5일 설립 및 지원에 관한 조례 재정(경상북도 조례 제3701)
- 2009년 2월 12일 부설 한국인성교육연수원 설립
- 2009년 8월 1일 김병일 제5대 원장 취임
- 2010년 11월 20일 국학자료 수집 30만 점 달성
- 2010년 12월 24일 국학문화회관 강의동 준공
- 2012년 3월 5일 한문교육원 연수부(대구강원) 개원
- 2012년 8월 1일 김병일 제6대 원장 취임
- 2012년 11월 19일 현판전시실 개관
- 2012년 12월 31일 수장고 확충공사 준공
- 2013년 12월 20일 2013 이야기할머니 전국대회 개최
- 2014년 9월 22일 이용두 제7대 원장 취임
- 2014년 10월 14일 국학자료 수집 40만 점 달성[2]
- 2015년 8월 1일 이용두 제8대 원장 취임
- 2015년 10월 10일 한국국학진흥원 소장 한국의 유교책판 유네스코 세계기록유산 등재
- 2016년 5월 19일 한국의 편액, 유네스코 아시아·태평양 기록유산 등재
- 2017년 10월 31일 국채보상운동 기록물, 유네스코 세계기록유산 등재
- 2017년 11월 11일 유교문화교류관(호찌민-경주세계문화엑스포 2017)운영
- 2018년 1월 1일 연수부, 국학문화회관 통합하여 "인문정신연수원"으로 개편
- 2018년 5월 30일 만인의 청원 만인소, 유네스코 아시아·태평양 기록유산 등재
- 2018년 6월 18일 국학자료 수집 50만 점 달성[3]
- 2018년 9월 21일 조현재[4] 제9대 원장 취임[5]
- 2019년 12월 13일 세계기록유산전시체험관[6] 준공
- 2020년 1월 1일 <기관혁신 2020> 조직 개편 시행
- 2020년 1월 1일 국학진흥 청년 일자리 창출사업 추진(총200억/10년)
- 2020년 3월 3일 코로나19 생활치료센터 1차 운영
- 2020년 7월 7일 세계기록유산전시체험관 개관
- 2020년 8월 24일 코로나19 생활치료센터 2차 운영
- 2020년 8월 31일 문화재 방재시스템 구축(수관수막설비타워 설치)
- 2020년 9월 28일 2020년 사랑나눔 사회공헌대상 수상(고용노동부장관상)
- 2020년 11월 6일 「안동시 재단법인 한국국학진흥원 지원 조례」 개정(제1562호)
- 2020년 11월 20일 호계서원(한국국학진흥원 내) 복설 고유제
- 2020년 11월 30일 문화재 방재시스템 구축(CCTV형 불꽃감지기)
- 2020년 12월 2일 국비 200억원 최초 달성(2021년 예산)
- 2020년 12월 28일 「민간기록문화 보존 및 활용에 관한 법률」 제정 발의
- 2020년 12월 31일 경상북도지사 기관 표창(출자출연기관 발전유공)
- 2020년 12월 31일 국학자료 562,538점 수집
- 2021년 1월 1일 아름다운 이야기할머니 4,000명 활동
- 2021년 1월 1일 국학진흥 실버일자리 사업 추진
- 2021년 1월 6일 코로나19 생활치료센터 3차 운영
- 2021년 3월 29일 정종섭 제10대 원장 취임
- 2021년 4월 16일 행정안전부장관 기관 표창(코로나19 방역)
- 2021년 7월 15일 국학30비전 선포식
- 2021년 12월 24일 경상북도지사 기관 표창(코로나19 방역)
- 2021년 12월 31일 국학자료 583,617점 수집

## 조직

### 이사장
이철우 (경상북도 도지사)

### 원장
정종섭

#### 이사회
- 이철우 (경상북도지사)
- 권순태 (안동대총장)
- 권기창 (안동시장)
- 김상철 (경상북도 문화관광체육국장)
- 정종섭 (한국국학진흥원장)
- 이희범 (경북문화재단 대표이사)
- 김복희 (여중군자장계향선양회장)
- 박영석 (前 대구MBC사장)
- 김강욱 (변호사김강욱법률사무소)
- 이규식 (現 세무사)
- 윤시오 (前 포항시 교원총연합회장)

### 부원장
배성길

#### 국학미래본부
- 기획정책팀
- 전략홍보팀

#### 국학진흥본부
- 연구사업팀
- 고전국역팀
- 이야기할머니사업단
- 한국국학연구소

#### 국학기반본부
- 국학자료팀
- 콘텐츠정보팀
- 유교문화박물관
- 기록유산센터
- 목판·기록문화연구소

#### 경영지원실
- 총무인사팀
- 재무회계팀
- 시설운영팀

#### 인문정신연수원
- 연수기획팀
- 운영홍보팀

한문교육원
훈민정음 뿌리사업단
프로젝트 사업팀
- 거점연구소 협동번역사업팀

## 부설 기관

#### 한문교육원
- 안동강원
- 대구강원

## 국학자료 수집보존
민간 소장 국학자료를 자연적 멸실과 인위적 훼손으로부터 효율적으로 보호하기 위하여 소장자의 소유권을 보장하고 관리권만 위임받는 ‘기탁’에 의한 방식으로 자료의 조사ㆍ수집사업을 수행한다.

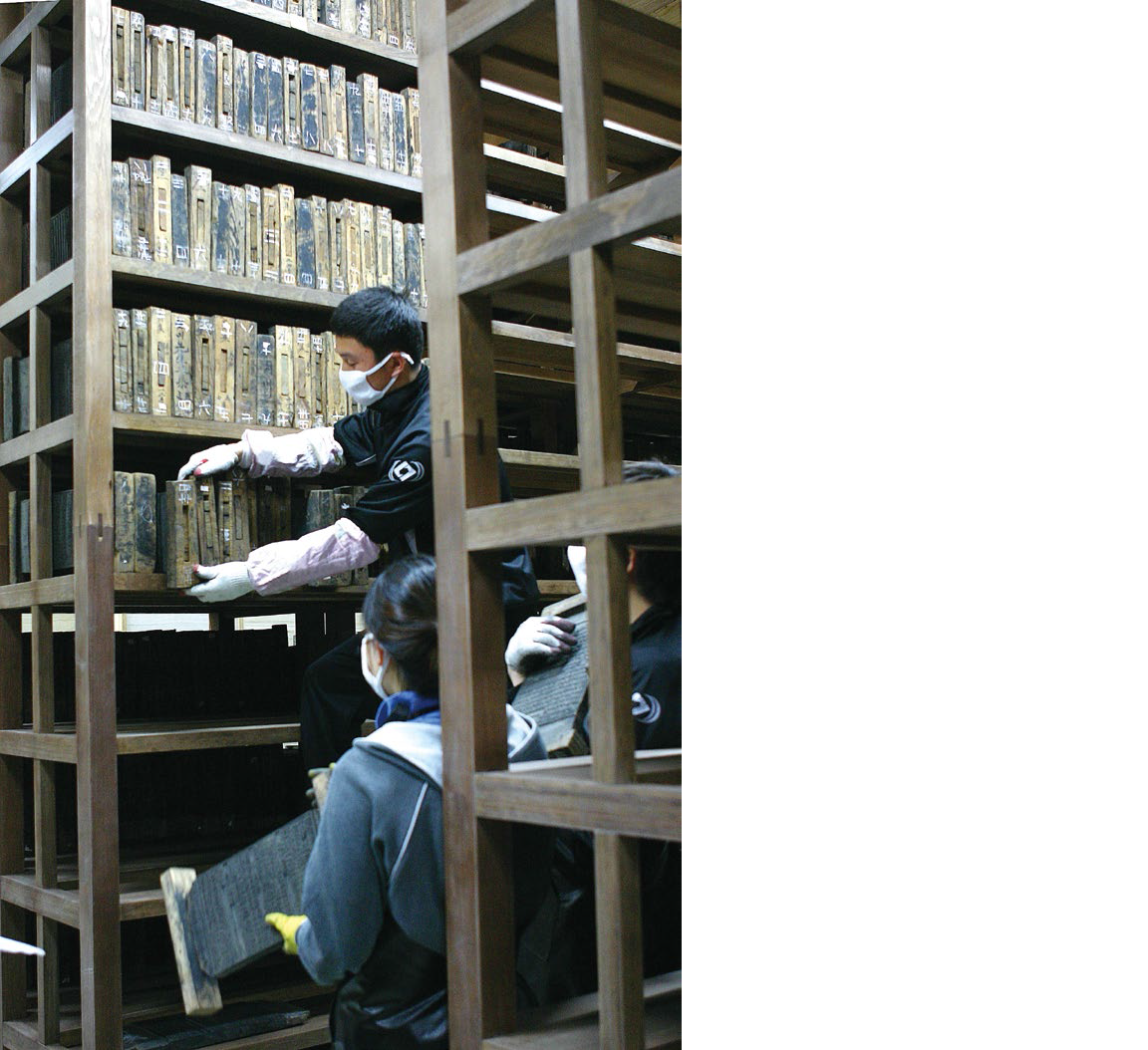

#### 조사수집
기탁된 국학자료는 숙달된 소양을 갖춘 전문인력들에 의해 체계적으로 분류ㆍ정리되어 국학연구의 토대로 활용된다.
| 구분 | 고서    | 고문서  | 목판   | 현판  | 서화  | 기타  | 합계    |
| 수량 | 195,406 | 356,034 | 66,718 | 1,375 | 5,757 | 4,191 | 629,481 |

- 유네스코 세계기록유산 (유교책판, 국채보상운동 기록물)

- 유네스코 아시아태평양지역 기록유산 (한국의 편액, 만인의 청원 만인소, 내방가사)
- 지정문화재 현황: 국보 1건 (제132호 징비록), 보물 19건 1,855점, 국가등록문화재 1건 691점, 대구ㆍ경북유형문화재 34건 3,020점, 경북문화재자료 8건 347점

#### 국학자료 정리
자료 정리 업무의 과학화를 위해 소장 자료 관리 프로그램을 운영한다. 관리 프로그램을 통하여 모든 자료는 자료당 30여개의 관련 정보가 DB로 빠짐없이 구축되며, 이를 토대로 기탁자료에 대한 기초적인 목록 작성과 주요 자료에 대한 영인 및 상세 해제 등의 작업이 진행된다. 

#### 소장자료 종합관리시스템
자료의 과학적이며 체계적인 보존을 위한 전용 관리 프로그램을 운영함으로써 양질의 정보 검색 편의를 제공한다.

#### 목록집
매년도 기탁된 자료를 정리하여 다음해에 국학자료목록집으로 발간하며, 다량기탁자의 경우 다량기탁목록집을 발간한다.

#### 자료집 및 해제집
기탁된 자료 가운데 보존이나 연구 가치가 뛰어난 것은 영인하여 자료집으로 발간하고, 특히 문집은 상세 해제집으로 내용이 정리되어 학계와 일반인에게 보급된다.

### 국학자료 보존
고서와 고문서를 보관하는 수장고와 목판을 전문적으로 보관하는 장판각을 운영함으로써 기탁 자료 보존에 만전을 기한다.

#### 수장고
종이가 대부분인 기록문화재의 특성을 감안하여 자료의 변질과 훼손을 최대한 억제할 수 있는 최첨단 시설로 설계되어 있다.  
특히 화재시 자동으로 분출되는 소화가스는 자료에 무해한 환경 친화적인 물질이다. 
이와 함께 외기 도입형 환기 시스템을 구축함으로써 국학자료를 보관하는데 최적의 조건을 제공한다.

### 유교목판 보존
수집된 목판의 과학적인 보존을 위해 첨단보존 시설을 갖춘 목판 전용 수장시설인 장판각을 운영한다.

#### 장판각
온ㆍ습도에 따라 자동으로 개폐되는 창문과 항온ㆍ항습기를 연중 가동하여 온ㆍ습도를 유지하고 있다. 
또한 미세한 연기까지 잡아내는 고감도 화재감지기와 나무가 재질인 목판의 재료적 특성을 감안한 가스분사식 소화시설을 갖추는 등 선진적인 목판 수장환경을 제공한다.

### 기탁홍보 및 소장자료 특별전 개최
다량기탁문중 선양 특별전과 문화사적 가치가 높은 문중유물을 대상으로 한 정기기획전을 개최하고, 유관 기관과의 전시 교류를 통하여 자료기탁 활성화와 민족문화의 우수성을 널리 홍보한다.

### 유교목판 조사연구 및세계기록유산등재
조선시대 민간 인쇄 출판문화의 꽃인 유교목판을 조사 수집하여 목판의 문화사적 가치를 발굴하고 학술연구 성과를 축척하는 한편, 우리 인쇄문화의 우수성을 세계에 널리 알리기 위하여 유네스코 세계기록유산 등재를 추진하였다. 
2015년 10월 10일, 한국의 유교책판은 출판문화사적 측면에서 그 탁월한 가치를 인정받아 유네스코 세계기록유산으로 등재되었다.

## 국학연구
기탁된 자료의 특성을 고려하여 한국유학을 중심으로 국학에 대한 종합적인 연구계획을 수립 추진하며, 국내외 유관 기관들과의 교류협력을 활성화함으로써 국학연구의 전문화와 세계화를 지향한다.

### 기획연구
국학연구 기반 구축과 지평 확대를 위해 소장 자료의 성격과 사료적 특성에 맞춘 기획연구를 수행한다.

### 지방학연구
기관 소재지인 안동지역의 유교문화유산을 특수성과 보편성의 두 측면에서 입체적으로 조명하기 위한 차원에서 수행하는 비교문화연구

### 학술대회
국학 관련 연구주제의 지속적인 발굴과 연구성과의 대중화를 위하여 원내 연구진과 국내외 연구진들이 참여하는 학술대회를 정기적으로 개최한다.

### 연구프로그램
시의성을 바탕으로 실용성과 전문성을 겸비한 연구주제를 지속적으로 발굴하여 전문가 포럼을 개최하고 성과를 학계와 일반에 보급하는 연구 프로그램을 운영한다.

### 학술교류
국학연구의 전문화와 세계화를 위하여 국내외 유수 연구기관과 학술교류협정을 맺고 학술정보 공유와 공동연구 프로젝트를 수행한다.

### 연구 및 교양도서 발간
국학자료를 대중적으로 쉽게 이해할 수 있도록 기획한 연구서 및 교양서를 제작한다.

## 고전국역
기록유산에 담겨 있는 조상의 삶과 지혜를 오늘에 되살리기 위해 국학자료를 국역하고, 이에 필요한 전문인력의 양성에 힘을 기울여 민족문화 계승에 힘을 보탠다.

### 기탁자료 국역
조선시대 선현들의 문집과 일기류 국역을 체계적으로 추진함으로써 역사를 복원하는 데 필요한 일차 사료를 확보함은 물론, 한국형 스토리텔리의 원천 소재를 제공한다.

### 한문교육원운영
국학자료의 체계적인 정리와 전통문화의 올바른 계승을 위하여 부설 한문교육원을 통하여 고도의 한문 해독능력을 갖춘 국역 전문가를 집중 양성한다.

## 국학자료의 정보화 및 활용

### 국학자료 DB 및 아카이브 구축
소장자료 DB화를 통해 기탁자와 연구자들의 검색편의를 갖추고, 특히 생활사 연구의 보고인 조선시대 민간 편찬 일기류 DB를 날짜별, 공간별, 주제별로 구축함으로써 국학자료 전산화에 앞서 나갑니다

#### 전통과기록
전통문화의 대중화, 전통문화 통합검색 사이트

#### 유교문화 포털 -유교넷운영
한국국학진흥원이 개발한 DB와 콘텐츠를 하나로 모아 종합적인 서비를 제공하는 유교문화 포털사이트로서, 전통기록유산을 비롯하여 유교와 관련된 다양한 주제의 멀티미디어와 콘텐츠를 일괄 제공한다.

#### 한국국학진흥원소장자료 검색
한국국학진흥원 소장자료의 검색 및 원문 이미지 열람, 복사 신청 등을 할 수 있다. 단, 현재 원문 이미지 열람은 고문서에 한해서만 가능하며, 미등록된 원문 이미지는 지속적으로 업데이트 하고 있다.

### 전통문화아카이브 제공

#### 목판아카이브
조선시대 간행 문집 인쇄의 원형인 목판 아카이브, 세계기록유산인 유교책판 또한 만나볼 수 있다.

#### 한국의 편액보관됨2020-06-19 -웨이백 머신
아태기록유산으로 등재된 한국의 편액을 심층 분석한 아카이브

#### 선인의 일상생활, 일기
조선시대 일기자료는 선조들의 일상생활에 대한 내밀한 기록자료

#### 디지털 하회마을
사이버에서 만나는 세계문화유산 하회마을

#### 조선의 전통건축
사이버 선비문화체험관, 선버의 일상을 만나다.

#### 만인소
아태기록유산으로 등재된 만인소를 직접 볼 수 있는 아카이브

#### 내방가사 아카이브
조선시대 부녀자들의 향유한 문화인 내방가사를 아카이브로 구축하였다.

#### 디지털 종가제례문화[8]
전국 100개 종가의 불천위 제례 및 제례 음식에 대한 자료를 아카이브로 구축하여 서비스 제공

### 전통문화콘텐츠

#### 전통문화 창작 콘퍼런스
역사분야 원천 자료 보유기관과 공동으로 국학의 대중화와 현대화를 위해 매년 콘퍼런스 개최
창작자와 연구자가 함께 전통문화자원의 발굴과 확산을 논의하는 장 마련

#### 조선시대 일기, 해리포터를 꿈꾸다 -스토리 테마파크
- 조선시대 민간에서 편찬된 일기류를 국역 가공하여 영화, 드라마, 다큐멘터리 등 문화선업 현장에서 활용 가능한 스토리텔링 소재로 제공한다.
- 예비 창작자(대학(원)생)을 대상으로 전통문화자원을 활용할 수 있는 교육형 공모전 진행
- 창작 인력의 역량을 강화하고 문화콘텐츠 산업을 선도하는 콘텐츠 생산

#### 옛문서 생활사박물관
한국국학진흥원이 소장한 조선시대 및 근대시기 옛문서를 통해 선인들의 생생한 삶의 모습을 보여주는 사이버 박물관

#### 유교문화관
한국국학진흥원 소장 기록자료 중에서 심미적 가치와 교육적 효과가 뛰어난 자료를 선정해 유교문화를 종합적으로 보여주는 멀티미디어 콘텐츠를 구축한 서비스

#### 조선의 교육
유학을 중심으로 운영되었던 조선시대 교육의 특징과 내용을 전반적으로 개관하기 위해서 개발된 콘텐츠

#### 조선의 가례
가례 아카이브는 조선시대 우리 선조들의 전통 의례 문화를 가장 핵심적인 사례(四禮)의 실제 모습에서 찾고자 구축된 콘텐츠

#### 사행록 역사기행
‘조선 사신들의 눈으로 본 세계와 문화’라는 주제 아래 중국을 다녀온 사신들의 기행문인 사행록(使行錄)을 활용하여 조선시대의 외교와 국제교류에 대하여 디지털콘텐츠로 재현

## 교육연수
더불어 사는 사회를 위하여 선현들이 남긴 삶의 지혜를 바탕으로 덕성 지성 감성이 어우러진 전문가 교육 및 인성함양 연수프로그램을 운영한다. 이와 함께 기관 소재지의 지정학적 이점을 살려 한국유교문화 현장체험 프로그램도 함께 진행한다.

### 전통문화 체험연수 프로그램
민족의 정서와 혼이 배어있는 다양한 전통문화 체험연수 프로그램 운영으로 통하여 한국문화의 대중화와 세계화를 도모한다.

### 국학교양강좌
현장학습과 함께 전통사상을 깊이 있게 소개하는 교양강좌를 운영하여 현대인의 삶을 되돌아보는 계기를 마련한다.

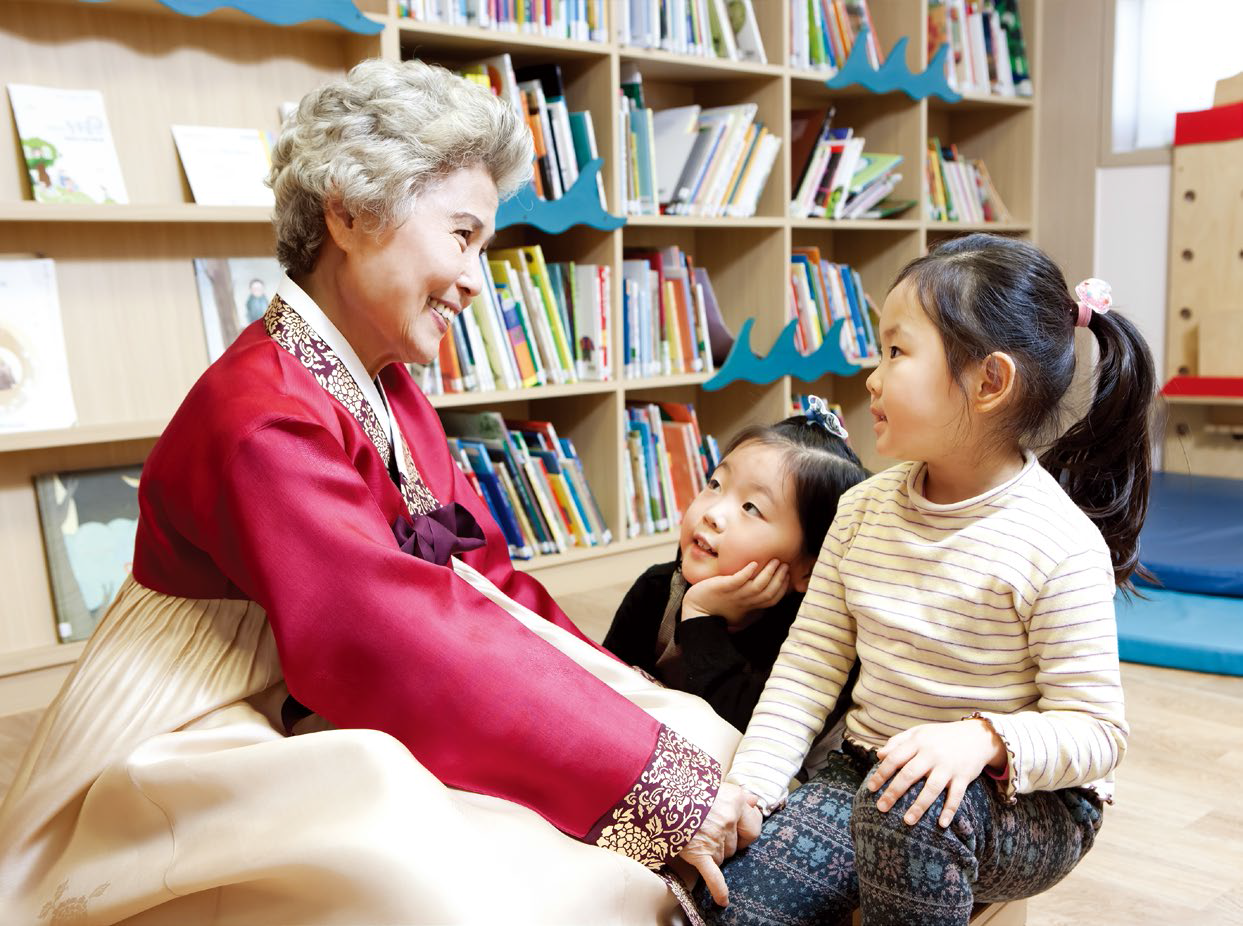
Beautiful Story-grandma

## 아름다운 이야기할머니
삶의 경험과 지혜가 풍부한 여성 어르신들을 '아름다운 이야기할머니'로 선발 양성하여 우리의 옛이야기와 선현들의 미담을 자라나는 어린이들에게 직접 들려줌으로써 미래세대의 인성함양과 전통문화의 세대간 전승을 돕는다.

## 유교문화박물관
우수한 전통문화를 널리 알리고 국학자료 기탁을 활성화하려는 목적에서 설립된 국내 유일의 '[유교]'전문박물관을 운영한다.
우리 전통문화의 중심을 이루는 유교문화의 폭과 깊이를 보여주는 다양한 유물과 풍부한 볼거리를 꾸준히 발굴하여 전시함으로써 민족문화의 산실로서의 역할을 꾸준히 수행해 나간다.

### 상설전시실
일상의 의례에서부터 국가 경영에 이르기까지 우리 전통문화의 중심을 이루었던 유교문화의 진수를 8개의 전시실에서 오롯이 담아내고 있다.

### 기탁문중특별전 및 정기기획전
기탁된 문중유물 가운데 자료적 가치가 높은 유물을 소개하는 특별전시회를 개최함으로써 전통문화에 대한 재인식과 국학자료 보존의 중요성을 일깨운다.

### 박물관 체험프로그램
지역주민과 문화 소외지역 청소년들에게 문화체험 기회를 제공하기 위해 < 찾아가는 어린이 박물관 > 을 비롯한 다양한 박물관 프로그램 운영한다.
- 상설체험프로그램

고서만들기, 금박책갈피 만들기, 편지지 만들기, 목판인쇄 등

### 관람안내
- 관람시간: 9:00 ~ 17:30
- 매표시간: 관람개시 시간부터 관람종료 1시간 전
- 휴관일: 매주 월요일(공휴일 제외) , 1월 1일, 설날, 추석

## 세계기록유산전시체험관
한국국학진흥원이 소장한 세계기록유산을 최적의 상태로 보관하고 관람객에게 쾌적한 전시관람 환경을 제공한다.
- 관람시간: 9:00 ~ 17:30
- 매표시간: 관람개시 시간부터 관람종료 1시간 전
- 휴관일: 매주 월요일(공휴일 제외) , 1월 1일, 설날, 추석

## 인문정신연수원
전통문화의 올바른 이해를 통해 현대사회의 바람직한 가치관을 수립하기 위한 인성함양을 목적으로 건립된 연수시설로서, 자체 연수 프로그램과 맞춤형 연수 프로그램이 상시 운영된다.

### 시설현황
- 숙박시설: 300여명 수용 호텔+콘도형
- 강의실: 일반강의실, 분임토의실, 강의실 겸 연회장
- 회의실 및 편의시설 등